# 曾石虞
曾石虞（1902年10月—1998年5月），男，湖南龙阳人，中华人民共和国物理化学家，国防科技大学教授。第三届全国人大代表、第五届全国政协委员。长期从事物理化学的研究和教学工作。编著有《物理化学原理浅释》《火药的史及诗文》等。

## 生平
母亲在他6岁时去世。1917年就读于上海市南洋中学。1925年毕业于南京国立东南大学化学系，曾任德语翻译。1935年自费留学德国，1938年获莱比锡大学哲学博士学位。同年回国，任国立重庆大学教授。1946年任上海暨南大学教授。1949年后，历任同济大学教授兼化学系主任，哈尔滨军事工程学院教授兼化学系主任，长沙工学院、国防科技大学教授，中国化学会第二十届理事。1983年加入中国共产党。。1998年5月在湖南省长沙市逝世。